# Соберадз (Грифінський повіт)
Соберадз (пол. Sobieradz) — село в Польщі, у гміні Ґрифіно Грифінського повіту Західнопоморського воєводства.
Населення — 292 особи (2011).
У 1975-1998 роках село належало до Щецинського воєводства.

## Демографія
Демографічна структура станом на 31 березня 2011 року:
|          | Загалом | Допрацездатний вік | Працездатний вік | Постпрацездатний вік |
| -------- | ------- | ------------------ | ---------------- | -------------------- |
| Чоловіки | 143     | 33                 | 102              | 8                    |
| Жінки    | 149     | 37                 | 85               | 27                   |
| Разом    | 292     | 70                 | 187              | 35                   |